# Tots junts podem parar la sida
Tots junts podem parar la sida (en castellà: Todos juntos podemos parar el sida) fou un mural que Keith Haring va fer a Barcelona. Va néixer d'una manera gairebé fortuïta el febrer de 1989.

## Història
Després de visitar la fira ARCO a Madrid, Haring va viatjar a Barcelona i el 22 de febrer de 1989 va anar a la inauguració de l'exposició que Frederic Amat, amb qui s'havien conegut al Lower East Side de Nova York set anys abans, presentava a la Galeria Joan Prats. Allí es va trobar l'amiga Montse Guillén, propietària del restaurant El Internacional de Nova York, un projecte conjunt amb el seu company l'artista Antoni Miralda. Quan Guillén li va suggerir la possibilitat de fer alguna intervenció a Barcelona, Haring va acceptar amb la condició de poder escollir el lloc. Les gestions per aconseguir els permisos per part de l'Ajuntament es van fer amb molta rapidesa i Haring va triar una plaça al cor del Raval, que aleshores encara es coneixia com a Barri Xino i que estava força degradat. Haring va optar per una de les parets on cada matí es trobaven més xeringues, a la plaça Salvador Seguí, entre el carrer Robadors i el de Sant Pau; deia que li recordava els barris marginals de Nova York on havia començat a pintar. Tot i que Haring explica en els seus Diaris que va pintar el mural el 24 de febrer, la premsa d'època i el vídeo que va enregistrar l'acció documenten que va ser el dia 27. Dos dies després, deixava la ciutat.
Tot i que era un artista molt cotitzat, Haring va pintar el mural del Raval desinteressadament. Va pintar-lo en un contrafort adossat a la paret d'un edifici en estat ruïnós i, tal com anota en els seus diaris, va començar a les dotze del migdia i en cinc hores l'havia enllestit.
| «                       | He tardat cinc hores a pintar-lo, com havia previst. La paret tenia una inclinació estranya en què era difícil pintar, però una de les coses que més m'agraden d'aquesta feina és l'adaptabilitat (física) que requereix. He trobat una postura que em permetia pintar d'una manera homogènia i equilibrada. Algunes de les millors fotos d'aquest mural reflecteixen el llenguatge del cos i les postures que adopto per pintar. | » |
| — Keith Haring (Diaris) | |   |

### Calc
Els murals públics realitzats per Haring han tingut destins diversos. Alguns s'han conservat, altres no. En el cas del mural del Raval i atès l'estat del mur on es va dibuixar, Haring va pensar-lo com una obra efímera. Al cap d'un temps, s'havia malmès i escrostonat per la degradació ambiental i per intervencions humanes com pintades. D'altra banda, l'edifici on hi havia el mur amb l'obra de Haring estava afectat pel Pla Especial de Reforma Interior del barri del Raval: havia d'anar a terra. Abans que s'apliqués el Pla, l'Ajuntament va decidir, d'acord amb els responsables del llegat de l'artista i amb el MACBA, treure un calc a mida real de l'obra i prendre mostres de color de la pintura utilitzada. Un equip de restauració contractat per l'Ajuntament de Barcelona va iniciar el procés de realització de la calca de l'obra el setembre de 1992. Aquest calc posteriorment va ser dipositat al MACBA. La possibilitat de traslladar el mur pedra a pedra es va descartar perquè aquesta opció tenia un caràcter arqueològic que hauria contravingut l'esperit viu de l'obra de Haring.

### Reproduccions

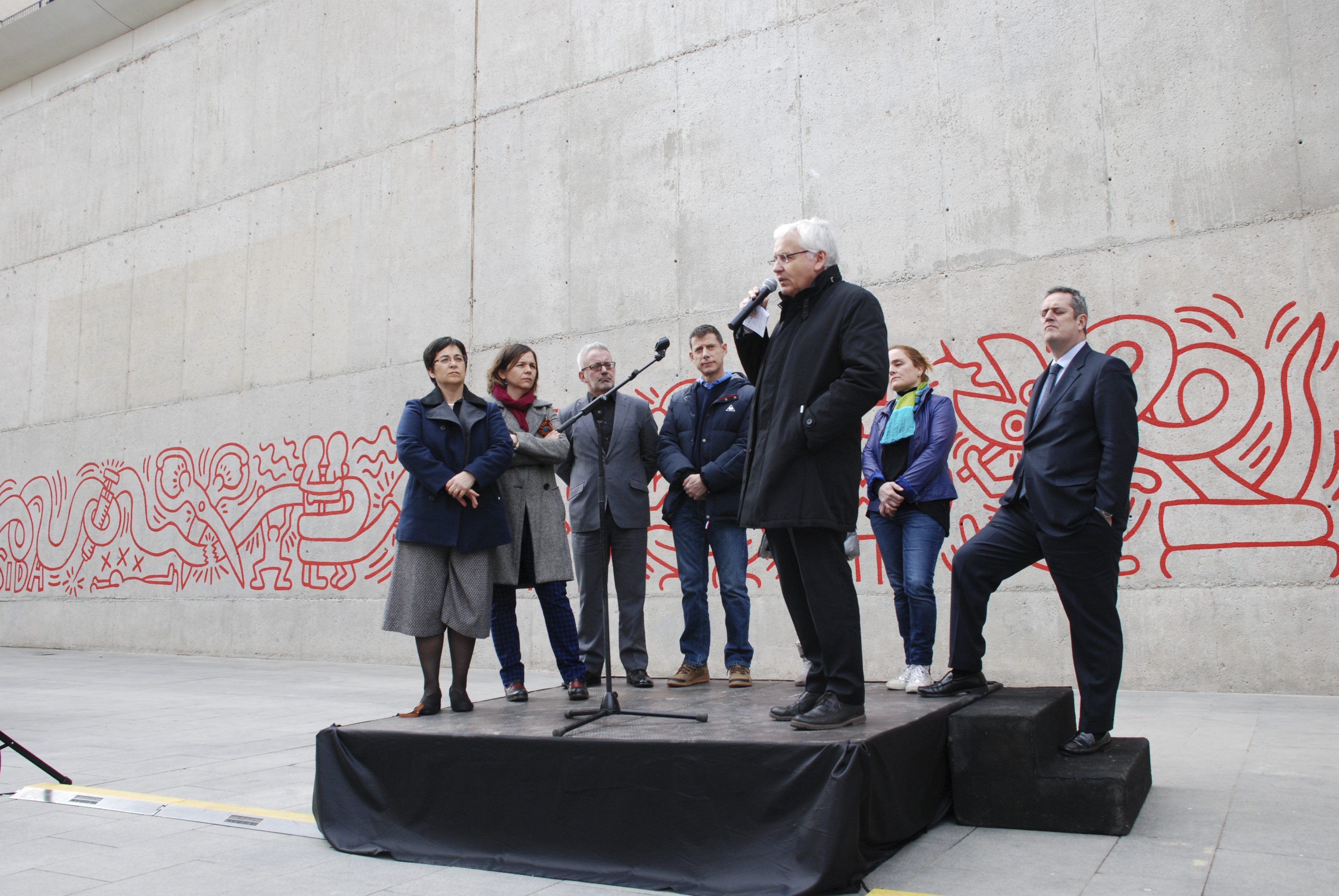
Ferran Mascarell inaugurant la reproducció de 2014 del mural de Keith Haring

Des de llavors, el MACBA ha reproduït l'obra de Haring dues vegades: el novembre de 1996 i dos anys després, el 1998. En totes dues ocasions, partint del calc del grafit originari, es va reproduir durant uns mesos en un mur de formigó exterior al Museu: el mur que uneix el carrer de Ferlandina amb la plaça de Joan Coromines. El febrer de 2014, coincidint amb el 25è aniversari de la realització del mural per part de Haring, aquest torna a ser reproduït en el mateix mur exterior al museu amb la complicitat de la Keith Haring Foundation, l'Ajuntament de Barcelona i el MACBA.

## Descripció
En el mural, es veu una xeringa ofegada per una serp de grans proporcions que porta un nom a sota: SIDA. Una parella que forma una tisora secciona l'animal i algú li col·loca un preservatiu a la cua. Pintat amb un sol color, vermell, el color de la sang, Haring va acabar el mural amb una inscripció en castellà: Todos juntos podemos parar el sida.

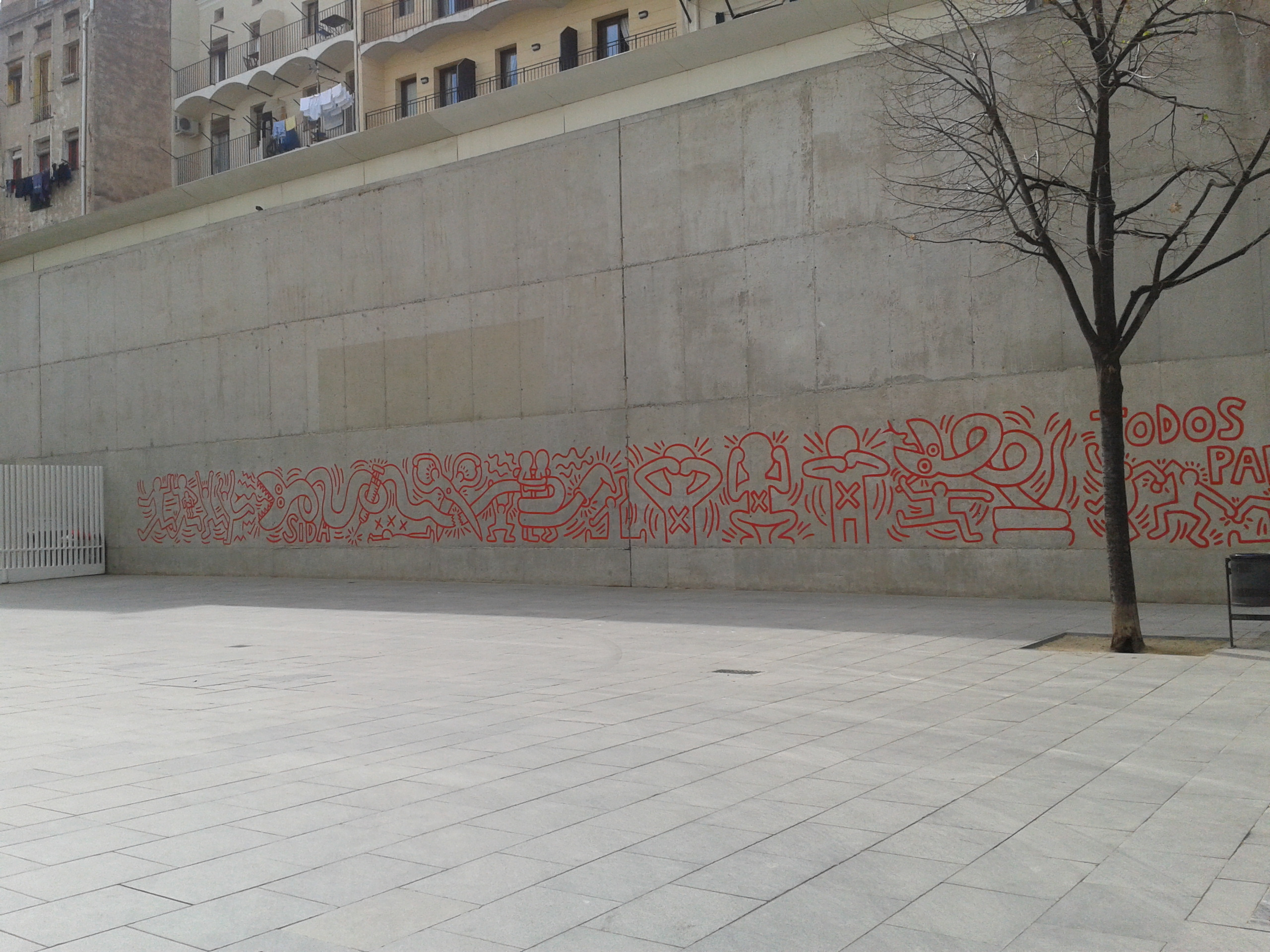
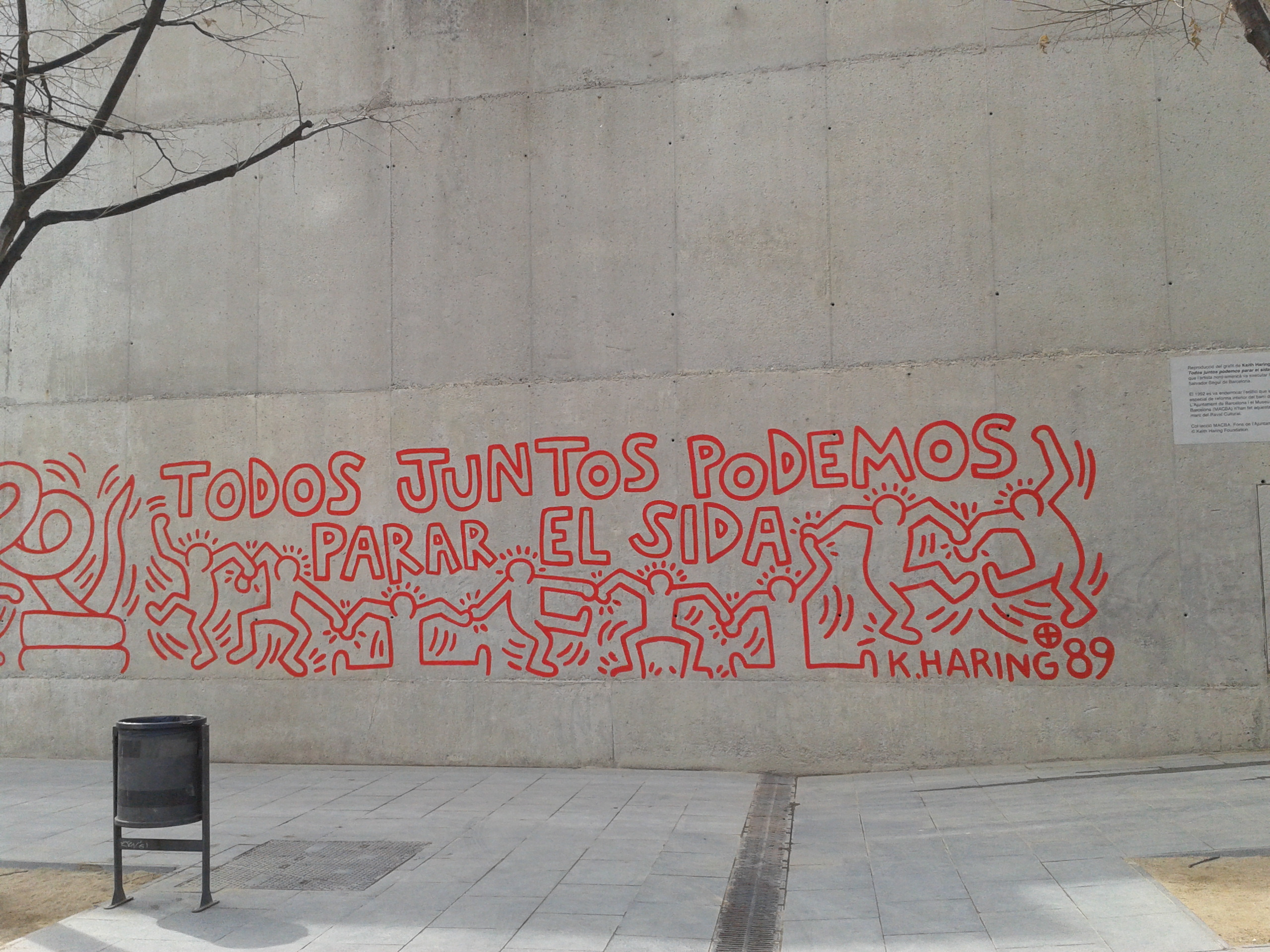
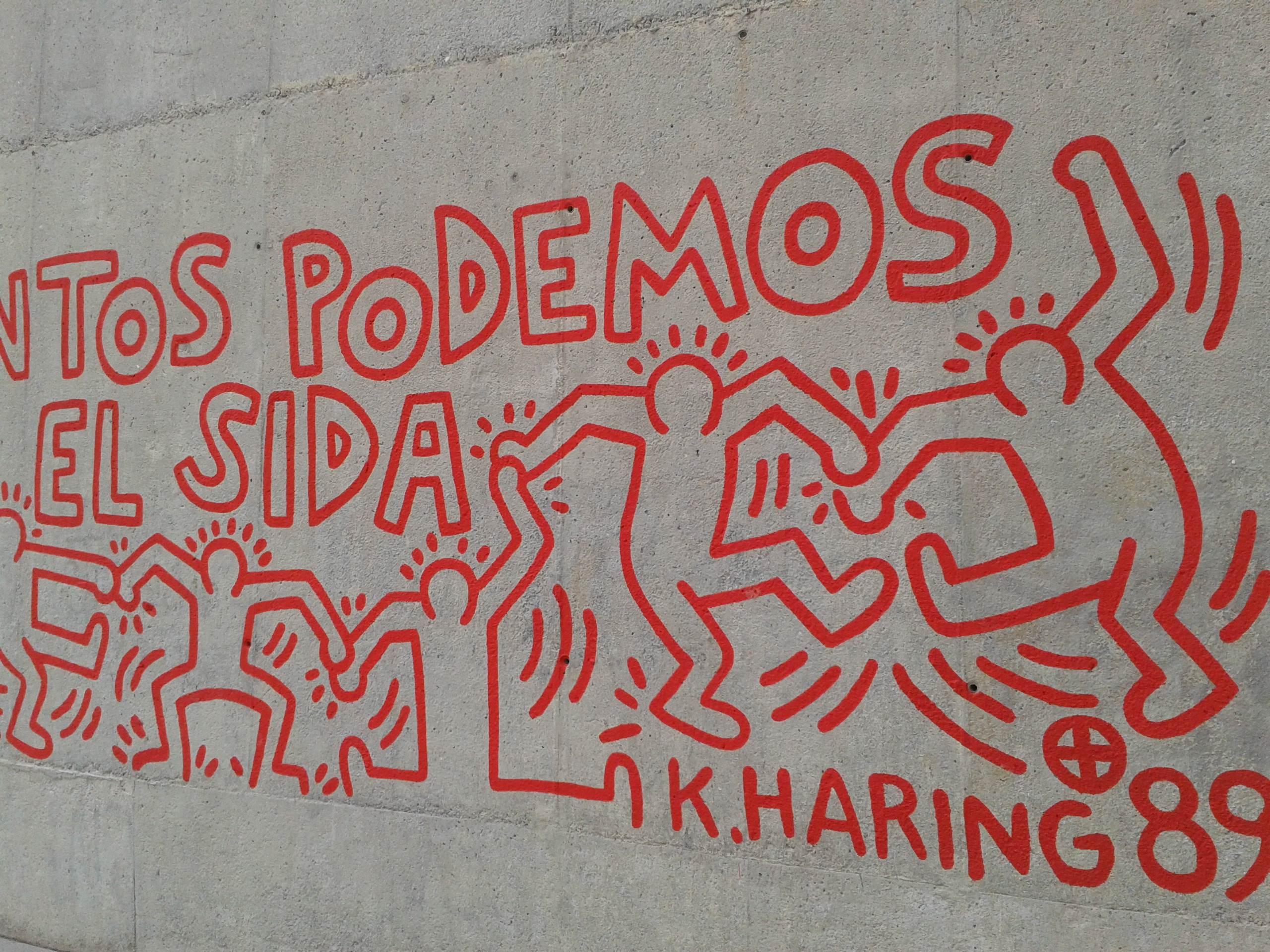
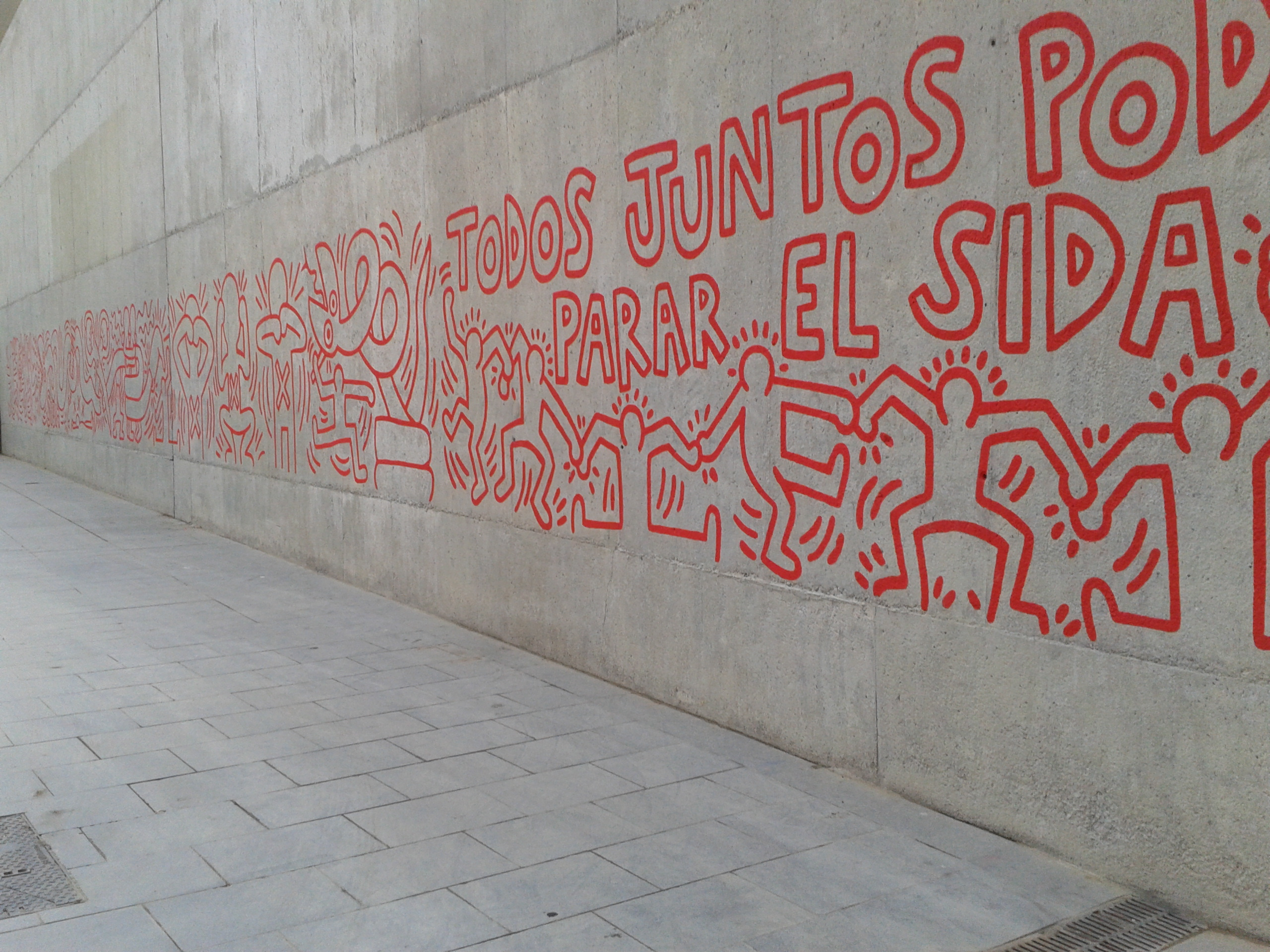